# Hans-Joachim Bruhn
Hans-Joachim Bruhn (* 13. Juli 1943 in Schwerin) ist ein deutscher Maler und Grafiker.

## Leben und Werk
Bruhn absolvierte von 1960 bis 1962 in einem Schweriner Baubetrieb eine Lehre als Maler. Nach dem Wehrdienst in der NVA studierte er von 1965 bis 1969 an der Fachschule für angewandte Kunst Heiligendamm im Fach Malerei. Danach hatte er bis 1977 eine Anstellung  beim Wohnungsbaukombinat Schwerin, in dieser Zeit arbeitete als Farbgestalter an Haus- und Giebelgestaltungen mit dem Architekten Heinrich Handorf zusammen. Danach arbeitete er in Schwerin-Wickendorf als freischaffender Maler und Grafiker. Sein Werk umfasst Malerei, Grafik, Plastik, Installation und insbesondere baubezogene Arbeiten. Bruhn erhielt dazu im Zusammenhang mit der Errichtung von Neubau-Wohngebieten eine bedeutende Anzahl von Aufträgen vor allem zur Gestaltung von Außenwänden von Schulen und Kindergärten in Schwerin. Sein Wandbild Freizeit und Lebensfreude (1982; Gesamtfläche 8 × 11 m; damalige Berufsschule im Stadtteil Lankow; um 2021 abgebaut) wurde 2020 vom Landesamt für Denkmalpflege zum Denkmal des Monats März gekürt.
Die für diese Arbeiten genutzte künstlerische Technik entwickelte Bruhn in zahlreichen Experimenten selbst. Den Anstoß dafür erhielt er durch Werke von Gerhard Schwarz. Grundmaterial war für Bruhn ein körniges Granulat aus Polystyrol, das er sich vom VEB Kunstblume Sebnitz beschaffte. Für die Brennvorgänge nutzte er einen elektrischen Industrieofen, in dem er auf Blechen die Formen der dünnen Platten einschmolz. Die Formen bildete er durch Eisenbänder aus, die er als Rahmen schweißen ließ und mit dem Granulat füllte. Die fließenden Übergänge der Farben erzielt er durch das Vermischen während des Schmelzprozesses.
Die meisten dieser von Bruhn geschaffenen Kunstwerke sind nach der deutschen Wiedervereinigung bei Baumaßnahmen entfernt worden.
Bruhn war bis 1990 Mitglied des Verbands Bildender Künstler der DDR. Neben Einzelausstellungen und Ausstellungsbeteiligungen in der DDR war er an Maler-Pleinairs in Bachotek (Polen), Kasanlak (Bulgarien) und in Algerien beteiligt. Bilder Bruhns befinden sich u. a. im Staatlichen Museum Schwerin.
Bruhn erhielt 2021 für sein Lebenswerk den von der Stiftung der Sparkasse Mecklenburg-Schwerin in Kooperation mit der Landeshauptstadt Schwerin ausgelobten Kunst- und Kulturpreis.

## Malerei und Grafik (Auswahl)
- Der große und der kleine Hahn (1979, Linolschnitt, 10 × 10 cm)[4]
- Leuchtturm (1981, Öl, 81 × 100,5 cm; auf der IX. Kunstausstellung der DDR;  Sächsischer Kunstfonds)[5][6]

## Ausstellungen (unvollständig)

### Einzelausstellungen
- 1984: Greifswald, Greifengalerie, und Crivitz (Malerei)

### Teilnahme an zentralen und wichtigen regionalen Ausstellungen in der DDR
- 1976 und 1978: Frankfurt/Oder („Junge Künstler der DDR“)
- 1979 und 1985: Schwerin, Bezirkskunstausstellungen
- 1980: Rostock, Kunsthalle Rostock („Alltag und Poesie. Malerei, Plastik, Grafik aus der Lettischen Sowjetrepublik, der Volksrepublik Polen und der Deutschen Demokratischen Republik“)
- 1982/1983: Dresden, IX. Kunstausstellung der DDR